# Hiroyuki Usui
Hiroyuki Usui, född 4 april 1953 i Shizuoka prefektur, Japan, är en japansk tidigare fotbollsspelare.